# آر إم إس إمبريس أوف أيرلند
آر إم إس إمبريس أوف أيرلند (بالإنجليزية: RMS Empress of Ireland)‏ هي كانت عابرة محيط منتظمة إسكتلندية غرقت بالقرب من نهر سانت لورانس في كندا وذلك بعد اصطدامها مع سفينة نقل الفحم ستورستاد النرويجية، أسفر الحادث عن غرق عابرة المحيطات ومات حوالي 1،012 شخص.